# Satoe Mitsuhashi
Satoe Mitsuhashi (Shinagawa, 27 settembre 1989) è una pallavolista giapponese, nel ruolo di schiacciatrice.

## Carriera
La carriera di Satoe Mitsuhashi inizia a livello scolastico, con la formazione del Tōkyō joshi taiiku daigaku. Diventa professionista nella stagione 2012-13, debuttando in V.Premier League con le Pioneer Red Wings. Dopo la chiusura del club, nella stagione 2014-15 va a giocare nella V.Challenge League con le PFU BlueCats.